# 國際艾美獎
國際艾美獎（英語：International Emmy Award）是由國際電視藝術及科學學院負責舉辦，用於表彰非美國首播的優秀電視節目。
國際艾美獎一般都是每年11月在紐約市希爾頓酒店舉辦的國際艾美獎頒獎典禮上宣佈獲獎名單，這個頒獎典禮通常會吸引超過1200名專業人士與他們的獲獎同儕共襄盛舉。此外還有三個互動節目獎項將在由戛納舉辦的國際電視節目交易會上頒發。

## 歷史
1949年1月25日舉行的首屆艾美獎頒獎典禮僅表彰在美國製作的節目。我們今天所知的首屆國際艾美獎於1973年舉行，由拉爾夫·巴魯克（Ralph Baruch）組織，頒獎典禮在紐約市的廣場酒店舉行，約200位嘉賓出席了此次活動。
目前，國際艾美獎在每年11月於紐約市希爾頓酒店舉辦的國際艾美獎頒獎典禮上頒發。這項盛典吸引了來自世界各地的1000多名廣播、娛樂和媒體領域的重要人物。
國際艾美獎參選標準必須是在美國之外製作的電視節目，被提名「國際艾美獎」的電視節目長度不得少於30分鐘，分為電視劇、紀錄片、藝術紀錄片、流行藝術、藝術演出、兒童和青少年節目六大類。每個國家必須在每種類型的電視節目中選擇兩部最好的提名節目。

## 獎項分類
國際艾美獎包含二十餘項大獎，它們分別是：
| - 最佳藝術節目 - 最佳男演員 - 最佳女演員 - 最佳喜劇 - 最佳時事節目 - 最佳兒童及青少年數字節目 - 最佳幻想類數字節目 - 最佳非幻想類數字節目 - 最佳紀錄片 - 最佳劇集 | - 最佳學齡前兒童節目 - 最佳兒童動畫節目 - 最佳事實改編類兒童節目 - 最佳非劇本娛樂類兒童節目 - 最佳兒童類電視劇集 - 最佳兒童類電視電影或迷你劇 - 最佳新聞節目 - 最佳非劇本娛樂節目 - 最佳浪漫愛情劇 - 最佳電視電影或迷你劇 |

## 入選
每年11月由國際電視藝術及科學學院舉辦的“國際艾美獎世界電視藝術節”和“國際艾美獎頒獎典禮”都會如期在紐約市舉行。“國際艾美獎世界電視藝術節”的目的主要是篩選“國際艾美獎”的提名名單，同時為世界級的電視製片人和導演提供交流的平台。“國際艾美獎頒獎典禮”往往緊隨著“國際艾美獎世界電視藝術節”而舉行，主要是用於辦法國際艾美獎獎項。在這個頒獎典禮上，有超過1000名來自世界各地的廣播、傳媒及娛樂從業人員參與報導。

## 历届主要奖项
| 届数 | 最佳戏剧节目                           | 最佳男主角                                         | 最佳女主角                         |
| ---- | -------------------------------------- | -------------------------------------------------- | ---------------------------------- |
| 1-6  | 未颁发                                 | 未颁发                                             | 未颁发                             |
| 7    | 英国《在巨人的肩膀上》                 | 未颁发                                             | 未颁发                             |
| 8    | 英国《铁杖》                           | 未颁发                                             | 未颁发                             |
| 9    | 《艾丽斯城》                           | 未颁发                                             | 未颁发                             |
| 10   | 英国《我父亲的航程》                   | 未颁发                                             | 未颁发                             |
| 11   | 英国《李尔王》                         | 未颁发                                             | 未颁发                             |
| 12   | 英国《王冠上的宝石》                   | 未颁发                                             | 未颁发                             |
| 13   | 德国《从海底出击》                     | 未颁发                                             | 未颁发                             |
| 14   | 英国《影子大地》                       | 未颁发                                             | 未颁发                             |
| 15   | 英国《波特豪斯蓝》                     | 未颁发                                             | 未颁发                             |
| 16   | 英国《英国式政变》                     | 未颁发                                             | 未颁发                             |
| 17   | 英国《Traffik》                        | 未颁发                                             | 未颁发                             |
| 18   | 英国《最初和最后》                     | 未颁发                                             | 未颁发                             |
| 19   | 英国《黑天鹅绒礼服》                   | 未颁发                                             | 未颁发                             |
| 20   | 英国《一个危险的男人：阿拉伯的劳伦斯》 | 未颁发                                             | 未颁发                             |
| 21   | 英国《反常的追求》                     | 未颁发                                             | 未颁发                             |
| 22   | 英国《金块男孩》                       | 未颁发                                             | 未颁发                             |
| 23   | 英国《政客的妻子》                     | 未颁发                                             | 未颁发                             |
| 24   | 法國《静谧的村庄》                     | 未颁发                                             | 未颁发                             |
| 25   | 英国《穿过地板》                       | 未颁发                                             | 未颁发                             |
| 26   | 瑞典《纹身寡妇》                       | 未颁发                                             | 未颁发                             |
| 27   | 英国《无以言表》                       | 未颁发                                             | 未颁发                             |
| 28   | 荷蘭《全明星》                         | 未颁发                                             | 未颁发                             |
| 29   | 英国《卑鄙伎俩》                       | 未颁发                                             | 未颁发                             |
| 30   | 荷蘭《第一分队》                       | 未颁发                                             | 未颁发                             |
| 31   | 丹麦《尼古拉斯和朱莉》                 | 未颁发                                             | 未颁发                             |
| 32   | 英国《唤醒死者》                       | 未颁发                                             | 未颁发                             |
| 33   | 丹麦《鹰：犯罪之旅》                   | 蒂埃里·弗雷蒙《杀人心理》                          | 何琳《为奴隶的母亲》               |
| 34   | 英国《火星生活》                       | 雷·温斯顿《文森特》                                | 马娅姆·哈索尼《报价》              |
| 35   | 英国《街区》                           | 吉姆·布劳德本特《街区》、皮埃尔·波克玛《天选之子》 | 穆里尔·罗宾《投毒者》              |
| 36   | 英国《火星生活》                       | 大卫·苏切特《麦克斯韦》                            | 露西·科乎《原谅》                  |
| 37   | 丹麦《保护者》                         | 本·威士肖《司法正义》                              | 朱丽·沃特斯《瑞典的短暂之旅》      |
| 38   | 英国《街区》                           | 鲍勃·霍斯金斯《街区》                              | 海伦娜·博纳姆·卡特《伊妮德》       |
| 39   | 英国《被告人》                         | 基斯杜化·艾克斯顿《被告人》                        | 朱丽·沃特斯《莫》                  |
| 40   | 法國《法外之徒》                       | 达里奥·格兰迪内蒂《电视x包容性》                   | 克里斯蒂娜·巴尼加斯《电视x包容性》 |
| 41   | 法國《魂归故里》                       | 西恩·宾《被告人》                                  | 费尔兰德·蒙特纳哥《甜蜜的母亲》    |
| 42   | 英国《乌托邦》                         | 斯蒂芬·迪兰《边隧谜案》                            | 比安卡·卡里什曼《新的世界》        |
| 43   | 法國《齿轮》                           | 马腾·黑吉曼《拉美西斯》                            | 安尼克·冯·德·利佩《目击者》        |
| 44   | 德国《德国八三年》                     | 德斯汀·荷夫曼《小乌龟是如何长大的》                | 克里斯蒂安娜·保罗《地下雷达》      |
| 45   | 挪威《玛门》                           | 肯尼斯·布莱纳《维兰德》                            | 安娜·弗莱尔《马塞拉》              |
| 46   | 西班牙《纸钞屋》                       | 拉尔斯·米科尔森《骑在暴风之上》                    | 安娜·辛特《一次伤风就够了》        |
| 47   | 英国《戈德曼家族》                     | 哈鲁克·比尔吉纳《我的个性》                        | 玛丽娜·格拉《永远的冬天》          |
| 48   | 印度《德里罪案》                       | 比利·巴瑞特《负有责任的孩子》                      | 格兰达·杰克逊《伊丽莎白失踪了》    |
| 49   | 以色列《德黑兰》                       | 大卫·田纳特《DES》                                 | 海莉·斯奎尔斯《成人内容》          |